# Myrilla semihyalina
Myrilla semihyalina är en insektsart som beskrevs av William Lucas Distant 1906. Myrilla semihyalina ingår i släktet Myrilla och familjen lyktstritar. Inga underarter finns listade i Catalogue of Life.